# Tolpia sikkimensis
Tolpia sikkimensis là một loài bướm đêm trong họ Erebidae.